# Buffalo Bills 2023
La stagione 2023 dei Buffalo Bills è stata la 64ª della franchigia, la 54ª nella National Football League e la settima con Sean McDermott come capo-allenatore.
Malgrado un periodo negativo a metà stagione che impedì alla squadra di pareggiare il record di 13–3 della stagione precedente e il licenziamento del coordinatore offensivo Ken Dorsey, i Bills si ripresero nel finale di stagione. Passarono dal record di 6–6 dopo la settimana di pausa a vincere tutte le cinque gare finali della stagione regolare. Con una vittoria nella settimana 16 si assicurarono la quinta stagione consecutiva con un record positivo battendo i Los Angeles Chargers e in seguito si assicurarono la quinta partecipazione ai playoff consecutiva e la sesta degli ultimi sette anni. I Bills batterono i Miami Dolphins nell'ultimo turno assicurandosi il quarto titolo di division consecutivo, recuperando uno a Miami uno svantaggio di tre gare nelle ultime cinque partite. Per Buffalo fu la prima volta che vinse quattro titoli della AFC East consecutivi dal periodo 1988–1991. Malgrado i successi nel finale di stagione, i Bills furono battuti dai Kansas City Chiefs nel Divisional Round, dopo che il field goal del potenziale pareggio di Tyler Bass uscì sulla destra, con l'errore che fu ribattezzato Wide Right II. Fu il terzo anno consecutivo che Buffalo uscì al divisional round e la terza volta in quattro stagioni che fu eliminata dai Chiefs.

## Scelte nel Draft 2023
| Scelte dei Bills nel Draft 2023 |        |                  |       |              |
| Giro                            | Scelta | Giocatore        | Ruolo | College      |
| 1                               | 25     | Dalton Kincaid   | TE    | Utah         |
| 2                               | 59     | O'Cyrus Torrence | G     | Florida      |
| 3                               | 91     | Dorian Williams  | LB    | Tulane       |
| 5                               | 150    | Justin Shorter   | WR    | Florida      |
| 7                               | 230    | Nick Broeker     | G     | Ole Miss     |
| 7                               | 252    | Alex Austin      | CB    | Oregon State |

## Staff
| Staff dei Buffalo Bills |
| --- |
| Organi dirigenziali - Proprietario/CEO/presidente – Terrence Pegula - Proprietaria – Kim Pegula - General manager – Brandon Beane - Assistente general manager – Brian Gaine - Direttore del personale dei giocatori – Terrance Gray - Consulente senior del GM/operazioni del football – Jim Overdorf - Dirigente senior – Lake Dawson - Consulente del personale senior – Malik Boyd - Co-direttore degli osservatori dei professionisti – Chris Marrow - Co-direttore degli osservatori dei professionisti – Curtis Rukavina - Vice presidente dell'amministrazione del football – Kevin Meganck - Direttore delle operazioni del football – Brendan Rowe - Dirigente del personale senior – Matt Bazirgan - Direttore dell'amministrazione della squadra – Matt Worswick Capo allenatore - Sean McDermott - Assistente c.a./defensive line – Eric Washington Altri allenatori - Preparatore atletico – Eric Ciano - Assistente p.a. – Will Greenberg - Assistente p.a. – Nick Lacy - Assistente p.a. – Hal Luther - Assistente p.a. – Jason Oszvart Allenatori dell'attacco - Coordinatore offensivo – Ken Dorsey - Quarterback – Joe Brady - Assistente quarterback/gestione gara – Marc Lubick - Running back – Kelly Skipper - Wide receiver – Adam Henry - Tight end – Rob Boras - Offensive line – Aaron Kromer - Assistente attacco/offensive line – Austin Gund - Assistente attacco senior – Mike Shula - Controllo qualità attacco – Kyle Shurmur Allenatori della difesa - Assistente difesa senior – Al Holcomb - Assistente defensive line – Marcus West - Linebacker – Bobby Babich - Defensive back/coordinatore gioco sui passaggi – John Butler - Safety – Joe Danna - Controllo qualità difesa – Jaylon Finner Allenatori dello special team - Coordinatore special team – Matthew Smiley - Assistente special team – Cory Harkey |

## Roster
| Roster dei Buffalo Bills |
| --- |
| Quarterback - 17 Josh Allen - 9 Kyle Allen Running Back - 4 James Cook - 41 Reggie Gilliam FB - 22 Damien Harris - 28 Latavius Murray Wide Receiver - 13 Gabe Davis - 14 Stefon Diggs - 11 Deonte Harty - 10 Khalil Shakir - 16 Trent Sherfield - 18 Justin Shorter Tight End - 86 Dalton Kincaid - 88 Dawson Knox - 85 Quintin Morris Offensive Linemen - 70 Alec Anderson T - 71 Ryan Bates G - 79 Spencer Brown T - 73 Dion Dawkins T - 76 David Edwards G - -- Germain Ifedi T - 66 Connor McGovern G - 60 Mitch Morse C - 64 O'Cyrus Torrence G - 74 Ryan Van Demark T Defensive Linemen - 57 A.J. Epenesa DE - 56 Leonard Floyd DE - 98 Poona Ford DT - 59 Kingsley Jonathan DE - 92 DaQuan Jones DT - 90 Shaq Lawson DE - 91 Ed Oliver DT - 97 Jordan Phillips DT - 50 Gregory Rousseau DE - 99 Tim Settle DT Linebacker - 43 Terrel Bernard OLB - 53 Tyrel Dodson MLB - 44 Tyler Matakevich MLB - 58 Matt Milano OLB - 54 Baylon Spector OLB - 42 Dorian Williams MLB Defensive Back - 47 Christian Benford CB - 24 Kaiir Elam CB - 3 Damar Hamlin FS - 23 Micah Hyde FS - 30 Dane Jackson CB - 7 Taron Johnson CB - 39 Cam Lewis CB - 33 Siran Neal CB - 21 Jordan Poyer SS - 20 Taylor Rapp SS - 27 Tre'Davious White CB Special Team - 2 Tyler Bass K - 8 Sam Martin P Lista delle riserve - 5 Matt Barkley QB (IR) - 84 Zach Davidson TE (IR) - 72 Tommy Doyle T (IR) - 0 Nyheim Hines RB (NF-Inj.) - 40 Von Miller OLB (Active/PUP) Roster aggiornato al 30 agosto 2023 53 attivi, 4 inattivi |
| Legenda - I rookie sono in corsivo. - Il primo ruolo è il principale mentre gli eventuali successivi indicano i ruoli secondari. - (IR) sta per Injured Reserve ed indica la lista ristretta per un solo giocatore infortunato che può tornare ad allenarsi dopo la settimana 6 e a rientrare in prima squadra dopo che questa ha giocato 8 partite. - (NF-Inj.) / (NF-Ill.) stanno rispettivamente per Non-Football Injured e Non-Football Illness ed indicano le liste dove viene inserito un giocatore che ha un infortunio o una malattia non dipendente dal football americano. - (PUP) sta per Physically Unable to Perform ed indica la lista dove viene inserito un giocatore mentre è in attesa di recuperare la condizione fisica. Nella stagione regolare dopo la sesta partita giocata dalla propria squadra, il giocatore ha tempo tre settimane per riprendere ad allenarsi, più tre settimane aggiuntive dal suo rientro agli allenamenti per rientrare in prima squadra. |

## Precampionato
L'11 maggio 2023 è stato annunciato il calendario delle gare di precampionato.
| Precampionato |           |           |                       |           |        |                  |               |         |
| Settimana     | Data      | Ora (EST) | Avversario            | Risultato | Record | Stadio           | TV            | Sintesi |
| 1             | 12 agosto | 1:00 p.m. | Indianapolis Colts    | V 23-19   | 1-0    | Highmark Stadium | WIVB-TV (CBS) | Sintesi |
| 2             | 19 agosto | 6:30 p.m. | @ Pittsburgh Steelers | S 15-27   | 1-1    | Acrisure Stadium | WIVB-TV (CBS) | Sintesi |
| 3             | 26 agosto | 1:00 p.m. | @ Chicago Bears       | V 24-21   | 2-1    | Soldier Field    | WIVB-TV (CBS) | Sintesi |

## Stagione regolare

### Calendario
Il calendario della stagione regolare 2023 fu reso noto l'11 maggio 2023. Data e orario della gara di settimana 18 furono stabilite il 31 dicembre 2023, dopo lo svolgimento del diciassettesimo turno.
| Stagione regolare |                     |                     |                          |                     |                     |                                    |                     |                     |
| Settimana         | Data                | Ora (EST)           | Avversario               | Risultato           | Record              | Stadio                             | TV                  | Sintesi             |
| 1                 | 11 settembre        | 8:15 p.m.           | @ New York Jets (M)      | S 16-22 (DTS)       | 0-1                 | MetLife Stadium                    | ESPN                | Sintesi             |
| 2                 | 17 settembre        | 1:00 p.m.           | Las Vegas Raiders        | V 38-10             | 1-1                 | Highmark Stadium                   | CBS                 | Sintesi             |
| 3                 | 24 settembre        | 1:00 p.m.           | @ Washington Commanders  | V 37-3              | 2-1                 | FedEx Field                        | CBS                 | Sintesi             |
| 4                 | 1º ottobre          | 1:00 p.m.           | Miami Dolphins           | V 48-20             | 3-1                 | Highmark Stadium                   | CBS                 | Sintesi             |
| 5                 | 8 ottobre           | 9:30 a.m.           | Jacksonville Jaguars (I) | S 20-25             | 3-2                 | Tottenham Hotspur Stadium (Londra) | NFL Network         | Sintesi             |
| 6                 | 15 ottobre          | 8:20 p.m.           | New York Giants (S)      | V 14-9              | 4-2                 | Highmark Stadium                   | NBC                 | Sintesi             |
| 7                 | 22 ottobre          | 1:00 p.m.           | @ New England Patriots   | S 25-29             | 4-3                 | Gillette Stadium                   | CBS                 | Sintesi             |
| 8                 | 26 ottobre          | 8:15 p.m.           | Tampa Bay Buccaneers (T) | V 24-18             | 5-3                 | Highmark Stadium                   | Prime Video         | Sintesi             |
| 9                 | 5 novembre          | 8:20 p.m.           | @ Cincinnati Bengals (S) | S 18-24             | 5-4                 | Paycor Stadium                     | NBC                 | Sintesi             |
| 10                | 13 novembre         | 8:15 p.m.           | Denver Broncos (M)       | S 22-24             | 5-5                 | Highmark Stadium                   | ESPN                | Sintesi             |
| 11                | 19 novembre         | 4:25 p.m.           | New York Jets            | V 32-6              | 6-5                 | Highmark Stadium                   | CBS                 | Sintesi             |
| 12                | 26 novembre         | 4:25 p.m.           | @ Philadelphia Eagles    | S 34-37 (DTS)       | 6-6                 | Lincoln Financial Field            | CBS                 | Sintesi             |
| 13                | Settimana di riposo | Settimana di riposo | Settimana di riposo      | Settimana di riposo | Settimana di riposo | Settimana di riposo                | Settimana di riposo | Settimana di riposo |
| 14                | 10 dicembre         | 4:25 p.m.           | @ Kansas City Chiefs     | V 20-17             | 7-6                 | Arrowhead Stadium                  | CBS                 | Sintesi             |
| 15                | 17 dicembre         | 4:25 p.m.           | Dallas Cowboys           | V 31-10             | 8-6                 | Highmark Stadium                   | Fox                 | Sintesi             |
| 16                | 23 dicembre         | 8:00 p.m.           | @ Los Angeles Chargers   | V 24-22             | 9-6                 | SoFi Stadium                       | Peacock TV          | Sintesi             |
| 17                | 31 dicembre         | 1:00 p.m.           | New England Patriots     | V 27-21             | 10-6                | Highmark Stadium                   | CBS                 | Sintesi             |
| 18                | 7 gennaio           | 8:20 p.m.           | @ Miami Dolphins (S)     | V 21-14             | 11-6                | Hard Rock Stadium                  | NBC                 | Sintesi             |

Note:
- Gli avversari della propria division sono in grassetto.
- Il simbolo "@" indica una partita giocata in trasferta.
- (M) indica il Monday Night Football, (T) il Thursday Night Football, (S) il Sunday Night Football e (I) una partita delle NFL International Series.

## Play-off
Al termine della stagione regolare i Bills arrivarono primi nella AFC East con un record di 11 vittorie e 6 sconfitte, qualificandosi ai play-off con la testa di serie numero 2. La gara del turno delle Wild Card, originariamente prevista per domenica 14 gennaio 2024, fu spostata al giorno successivo a causa delle inclementi condizioni meteo previste.
| Play-off   |            |           |                         |           |        |                  |     |         |
| Turno      | Data       | Ora (ET)  | Avversario (seed)       | Risultato | Record | Stadio           | TV  | Sintesi |
| Wild Card  | 15 gennaio | 4:30 p.m. | Pittsburgh Steelers (7) | V 31-17   | 1-0    | Highmark Stadium | CBS | Sintesi |
| Divisional | 21 gennaio | 6:30 p.m. | Kansas City (3)         | S 24-27   | 1-1    | Highmark Stadium | CBS | Sintesi |

## Premi

### Premi settimanali e mensili
- Josh Allen:

giocatore offensivo della AFC della settimana 2
giocatore offensivo della AFC della settimana 4
quarterback della settimana 4
- Terrel Bernard:

difensore della AFC della settimana 3
- Tyler Bass:

giocatore degli special team della AFC del mese di settembre
- Reggie Gilliam:

giocatore degli special team della AFC della settimana 11
- James Cook:

giocatore offensivo della AFC della settimana 15
running back della settimana 15
- Rasul Douglas:

difensore della AFC della settimana 17
- Deonte Harty:

giocatore degli special team della AFC della settimana 18